# Alemanha nos Jogos Olímpicos de Inverno de 2010

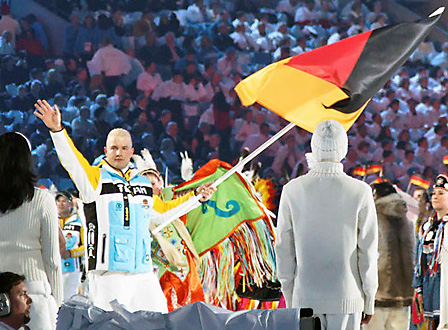
André Lange foi o porta-bandeira alemão na cerimônia de abertura.

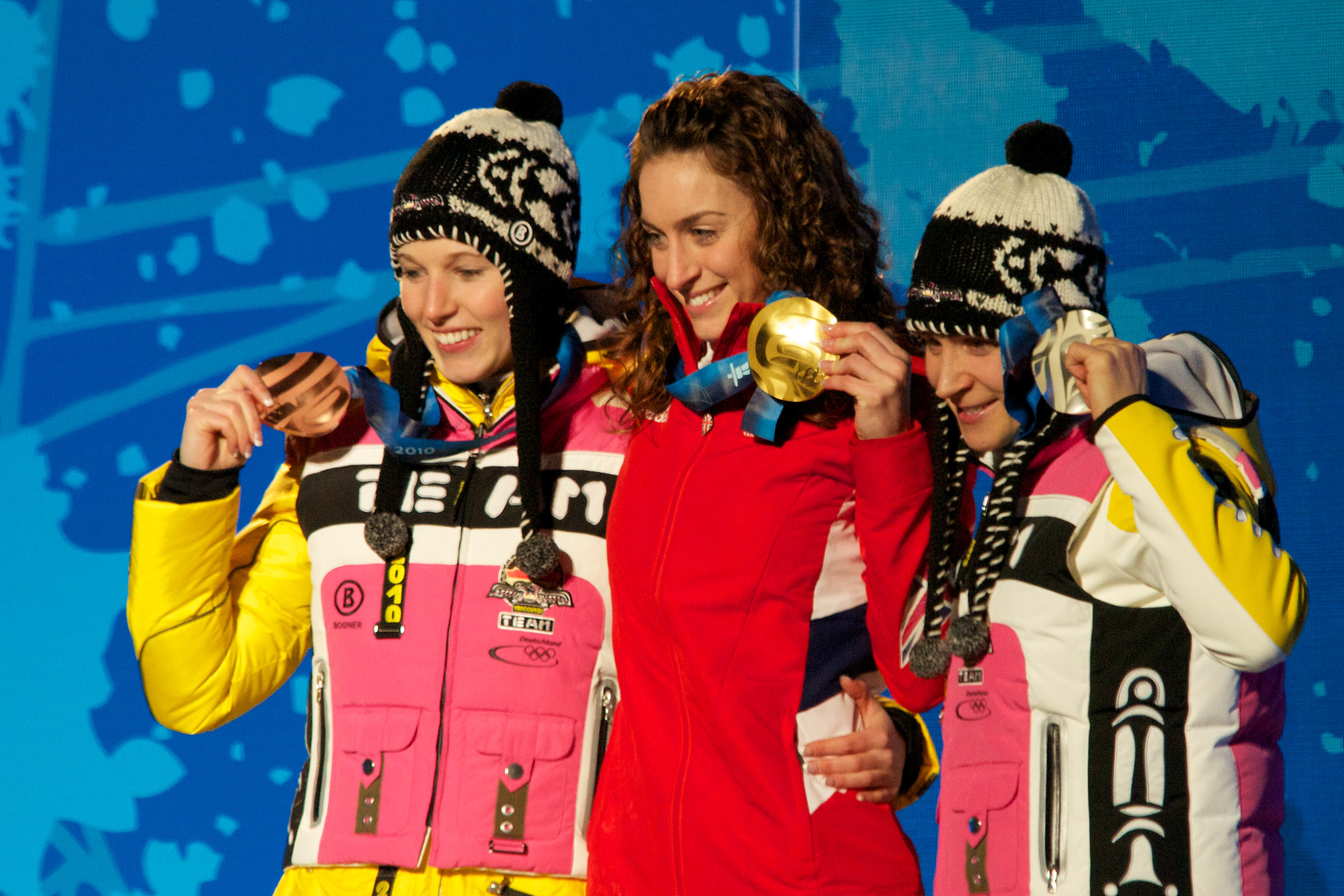
Kerstin Szymkowiak (esq.) e Anja Huber (dir) conquistaram duas medalhas para a Alemanha no skeleton.

A Alemanha participou dos Jogos Olímpicos de Inverno de 2010, realizados em Vancouver, no Canadá. Foi a décima terceira aparição do país em Olimpíadas de Inverno, sendo que entre 1956 e 1964 competiu como Equipe Alemã Unida.

### 

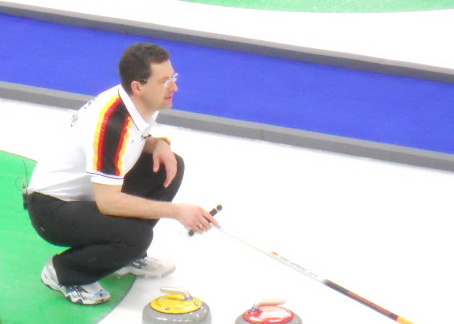
O capitão da equipe masculina Andy Kapp.

## Medalhas
| Atleta                                                                              | Esporte                 | Evento                           | Medalha |
| ----------------------------------------------------------------------------------- | ----------------------- | -------------------------------- | ------- |
| Felix Loch                                                                          | Luge                    | Individual masculino             | Ouro    |
| Magdalena Neuner                                                                    | Biatlo                  | Perseguição feminino             | Ouro    |
| Tatjana Hüfner                                                                      | Luge                    | Individual feminino              | Ouro    |
| Maria Riesch                                                                        | Esqui alpino            | Combinado feminino               | Ouro    |
| Magdalena Neuner                                                                    | Biatlo                  | Largada coletiva feminina        | Ouro    |
| André Lange Kevin Kuske                                                             | Bobsleigh               | Duplas masculinas                | Ouro    |
| Evi Sachenbacher-Stehle Claudia Nystad                                              | Esqui cross-country     | Velocidade por equipes feminino  | Ouro    |
| Viktoria Rebensburg                                                                 | Esqui alpino            | Slalom gigante feminino          | Ouro    |
| Maria Riesch                                                                        | Esqui alpino            | Slalom feminino                  | Ouro    |
| Daniela Anschütz-Thoms Stephanie Beckert Katrin Mattscherodt Anni Friesinger-Postma | Patinação de velocidade | Perseguição por equipes feminino | Ouro    |
| David Möller                                                                        | Luge                    | Individual masculino             | Prata   |
| Magdalena Neuner                                                                    | Biatlo                  | Velocidade feminino              | Prata   |
| Stephanie Beckert                                                                   | Patinação de velocidade | 3000 m feminino                  | Prata   |
| Jenny Wolf                                                                          | Patinação de velocidade | 500 m feminino                   | Prata   |
| Kerstin Szymkowiak                                                                  | Skeleton                | Feminino                         | Prata   |
| Tobias Angerer                                                                      | Esqui cross-country     | Perseguição combinada masculina  | Prata   |
| Thomas Florschütz Richard Adjei                                                     | Bobsleigh               | Duplas masculinas                | Prata   |
| Michael Neumayer Andreas Wank Martin Schmitt Michael Uhrmann                        | Salto de esqui          | Pista longa por equipes          | Prata   |
| Tim Tscharnke Axel Teichmann                                                        | Esqui cross-country     | Velocidade por equipes masculino | Prata   |
| Stephanie Beckert                                                                   | Patinação de velocidade | 5000 m feminino                  | Prata   |
| Katrin Zeller Evi Sachenbacher-Stehle Miriam Gössner Claudia Nystad                 | Esqui cross-country     | Revezamento 4x5 km feminino      | Prata   |
| André Lange Kevin Kuske Alexander Rödiger Martin Putze                              | Bobsleigh               | Equipes masculinas               | Prata   |
| Axel Teichmann                                                                      | Esqui cross-country     | Largada coletiva masculina       | Prata   |
| Aliona Savchenko Robin Szolkowy                                                     | Patinação artística     | Duplas                           | Bronze  |
| Natalie Geisenberger                                                                | Luge                    | Individual feminino              | Bronze  |
| Patric Leitner Alexander Resch                                                      | Luge                    | Duplas                           | Bronze  |
| Anja Huber                                                                          | Skeleton                | Feminino                         | Bronze  |
| Simone Hauswald                                                                     | Biatlo                  | Largada coletiva feminina        | Bronze  |
| Kati Wilhelm Simone Hauswald Martina Beck Andrea Henkel                             | Biatlo                  | Revezamento feminino             | Bronze  |
| Johannes Rydzek Tino Edelmann Eric Frenzel Bjorn Kircheisen                         | Combinado nórdico       | Equipes                          | Bronze  |

## Desempenho

### Biatlo
Feminino
| Atleta                                                  | Evento            | Final     | Final       | Final             |
| Atleta                                                  | Evento            | Tempo     | Penalidades | Posição           |
| ------------------------------------------------------- | ----------------- | --------- | ----------- | ----------------- |
| Martina Beck                                            | Individual        | 44:12.0   | 2 (0+2+0+0) | 29º               |
| Simone Hauswald                                         | Velocidade        | 21:14.1   | 2 (1+1)     | 26º               |
| Simone Hauswald                                         | Perseguição       | 31:58.6   | 4 (1+0+1+2) | 16º               |
| Simone Hauswald                                         | Largada coletiva  | 35:26.9   | 2 (0+0+2+0) | Medalha de bronze |
| Andrea Henkel                                           | Velocidade        | 21:15.7   | 2 (1+1)     | 27º               |
| Andrea Henkel                                           | Perseguição       | 31:40.5   | 3 (1+0+1+1) | 10º               |
| Andrea Henkel                                           | Individual        | 42:32.4   | 2 (0+0+1+1) | 6º                |
| Andrea Henkel                                           | Largada coletiva  | 36:13.5   | 1 (1+0+0+0) | 9º                |
| Magdalena Neuner                                        | Velocidade        | 19:57.1   | 1 (0+1)     | Medalha de prata  |
| Magdalena Neuner                                        | Perseguição       | 30:16.0   | 2 (0+0+1+1) | Medalha de ouro   |
| Magdalena Neuner                                        | Individual        | 42:42.1   | 3 (1+2+0+0) | 10º               |
| Magdalena Neuner                                        | Largada coletiva  | 35:19.6   | 2 (1+0+1+0) | Medalha de ouro   |
| Kati Wilhelm                                            | Velocidade        | 21:27.2   | 3 (2+1)     | 30º               |
| Kati Wilhelm                                            | Perseguição       | 31:43.3   | 1 (0+0+0+1) | 12º               |
| Kati Wilhelm                                            | Individual        | 41:57.3   | 1 (0+0+1+0) | 4º                |
| Kati Wilhelm                                            | Largada coletiva  | 38:37.7   | 5 (1+3+1+0) | 25º               |
| Kati Wilhelm Simone Hauswald Martina Beck Andrea Henkel | Revezamento 4x5km | 1:10:13.4 | 0+2 0+3     | Medalha de bronze |

Masculino
| Atleta                                                      | Evento             | Final     | Final       | Final   |
| Atleta                                                      | Evento             | Tempo     | Penalidades | Posição |
| ----------------------------------------------------------- | ------------------ | --------- | ----------- | ------- |
| Andreas Birnbacher                                          | Velocidade         | 26:06.4   | 1 (0+1)     | 23º     |
| Andreas Birnbacher                                          | Perseguição        | 35:03.4   | 2 (1+0+1+0) | 13º     |
| Andreas Birnbacher                                          | Individual         | 50:43.5   | 2 (2+0+0+0) | 12º     |
| Andreas Birnbacher                                          | Largada coletiva   | 36:30.2   | 3 (0+1+2+0) | 15º     |
| Michael Greis                                               | Velocidade         | 25:56.0   | 3 (1+2)     | 21º     |
| Michael Greis                                               | Perseguição        | 34:39.6   | 1 (0+0+0+1) | 5º      |
| Michael Greis                                               | Individual         | 50:37.6   | 2 (0+2+0+0) | 10º     |
| Michael Greis                                               | Largada coletiva   | 36:10.7   | 3 (0+0+1+2) | 10º     |
| Arnd Peiffer                                                | Velocidade         | 26:29.1   | 2 (1+1)     | 37º     |
| Arnd Peiffer                                                | Perseguição        | 36:44.9   | 4 (0+0+1+3) | 37º     |
| Arnd Peiffer                                                | Largada coletiva   | 36:44.5   | 2 (0+0+2+0) | 17º     |
| Christoph Stephan                                           | Velocidade         | 25:51.1   | 1 (0+1)     | 19º     |
| Christoph Stephan                                           | Perseguição        | 36:02.3   | 4 (1+0+1+2) | 30º     |
| Christoph Stephan                                           | Individual         | 52:33.4   | 3 (1+0+0+2) | 29º     |
| Christoph Stephan                                           | Largada coletiva   | 37:11.4   | 4 (0+1+1+2) | 23º     |
| Alexander Wolf                                              | Individual         | 52:09.0   | 2 (1+0+0+1) | 24º     |
| Simon Schempp Andreas Birnbacher Arnd Peiffer Michael Greis | Revezamento 4x7,5k | 1:23:16.0 | 2+7         | 5º      |

### Bobsleigh
Feminino
| Atleta                          | Evento | Final      | Final      | Final      | Final      | Final   | Final |
| Atleta                          | Evento | 1ª corrida | 2ª corrida | 3ª corrida | 4ª corrida | Total   | Pos.  |
| ------------------------------- | ------ | ---------- | ---------- | ---------- | ---------- | ------- | ----- |
| Sandra Kiriasis Christin Senkel | Duplas | 53.41      | 53.23      | 53.58      | 53.59      | 3:33.81 | 4º    |
| Cathleen Martini Romy Logsch    | Duplas | 53.28      | 53.32      | 53.39      | DSQ        | DSQ     | DSQ   |
| Claudia Schramm Janine Tischer  | Duplas | 53.65      | 53.57      | 53.81      | 53.65      | 3:34.68 | 7º    |

Masculino
| Atleta                                                        | Evento  | Final      | Final      | Final      | Final      | Final   | Final            |
| Atleta                                                        | Evento  | 1ª corrida | 2ª corrida | 3ª corrida | 4ª corrida | Total   | Pos.             |
| ------------------------------------------------------------- | ------- | ---------- | ---------- | ---------- | ---------- | ------- | ---------------- |
| Karl Angerer Alexander Mann                                   | Duplas  | 52.23      | 52.43      | 52.19      | 52.44      | 3:29.29 | 9º               |
| Thomas Florschütz Richard Adjei                               | Duplas  | 51.57      | 51.85      | 51.62      | 51.83      | 3:26.87 | Medalha de prata |
| André Lange Kevin Kuske                                       | Duplas  | 51.59      | 51.72      | 51.57      | 51.77      | 3:26.65 | Medalha de ouro  |
| Karl Angerer Gregor Bermbach Alexander Mann Alexander Rödiger | Equipes | 51.18      | 51.41      | 51.70      | 51.77      | 3:26.06 | 7º               |
| Thomas Florschütz Richard Adjei Andreas Barucha Ronny Listner | Equipes | 51.14      | 51.36      | 51.45      | 51.63      | 3:25.58 | 4º               |
| André Lange Rene Hoppe Kevin Kuske Martin Putze               | Equipes | 51.14      | 51.05      | 51.29      | 51.36      | 3:24.84 | Medalha de prata |

### Combinado nórdico
| Tino Edelmann                                               | Individual pista normal | 119   | 17° | +1:34 | 26:47.6 | 18º               |
| Tino Edelmann                                               | Individual pista longa  | 86.3  | 35º | +2:43 | 25:52.0 | 29º               |
| Eric Frenzel                                                | Individual pista normal | 119   | 18º | +1:06 | 25:43.2 | 10º               |
| Eric Frenzel                                                | Individual pista longa  | 74.2  | 41º | +3:31 | 26:12.6 | 40º               |
| Björn Kircheisen                                            | Individual pista normal | 118.5 | 19º | +1:08 | 27:09.3 | 22º               |
| Björn Kircheisen                                            | Individual pista longa  | 108.8 | 12º | +1:13 | 26:33.5 | 20º               |
| Georg Hettich                                               | Individual pista longa  | 106.3 | 17º | +1:23 | 26:32.5 | 24º               |
| Johannes Rydzek                                             | Individual pista normal | 112.0 | 30º | +1:34 | 25:51.3 | 28º               |
| Johannes Rydzek Tino Edelmann Eric Frenzel Björn Kircheisen | Equipes                 | 473.3 | 6º  | +0:45 | 49:06.1 | Medalha de bronze |

### Curling
Feminino
| Equipe                                                                   | Primeira fase | Primeira fase | Semifinal              | Final                  | Pos. |
| Equipe                                                                   | Adversário e resultado | Pos.          | Adversário e resultado | Adversário e resultado | Pos. |
| ------------------------------------------------------------------------ | --- | ------------- | ---------------------- | ---------------------- | ---- |
| Andrea Schöpp Stella Heiß Melanie Robillard Corinna Scholz Monika Wagner | RUS Rússia V 9–5 USA Estados Unidos V 6–5 CAN Canadá D 5–6 GBR Grã-Bretanha D 4–7 CHN China D 7–9 DEN Dinamarca D 5–6 JPN Japão V 7–6 SUI Suíça D 2–4 SWE Suécia D 7–8 | 6º            | Não avançou            | Não avançou            | 6º   |

Masculino
| Equipe                                                              | Primeira fase | Primeira fase | Play-off               | Semifinal              | Final                  | Pos. |
| Equipe                                                              | Adversário e resultado | Pos.          | Adversário e resultado | Adversário e resultado | Adversário e resultado | Pos. |
| ------------------------------------------------------------------- | --- | ------------- | ---------------------- | ---------------------- | ---------------------- | ---- |
| Andreas Kapp Daniel Herberg Holger Höhne Andreas Kempf Andreas Lang | USA Estados Unidos V 7–5 CAN Canadá D 4–9 SWE Suécia D 3–6 NOR Noruega D 4–7 SUI Suíça V 7–6 FRA França V 9–4 DEN Dinamarca D 5–9 CHN China V 7–6 GBR Grã-Bretanha D 2–8 | 6º            | Não avançou            | Não avançou            | Não avançou            | 6º   |

### Esqui alpino
Feminino
| Atleta              | Evento         | Corrida 1 | Corrida 2 | Total   | Pos.            |
| ------------------- | -------------- | --------- | --------- | ------- | --------------- |
| Fanny Chmelar       | Slalom         | 52.12     | DNF       | DNF     | DNF             |
| Christina Geiger    | Slalom         | 52.10     | 53.52     | 1:45.62 | 14º             |
| Kathrin Hoelzl      | Slalom gigante | 1:15.81   | 1:11.77   | 2:27.58 | 6º              |
| Viktoria Rebensburg | Slalom gigante | 1:15.47   | 1:11.64   | 2:27.11 | Medalha de ouro |
| Viktoria Rebensburg | Super-G        |           |           | 1:25.23 | 28º             |
| Maria Riesch        | Downhill       |           |           | 1:46.26 | 8º              |
| Maria Riesch        | Combinado      | 1:24.49   | 44.65     | 2:09.14 | Medalha de ouro |
| Maria Riesch        | Slalom         | 50.75     | 52.14     | 1:42.89 | Medalha de ouro |
| Maria Riesch        | Slalom gigante | 1:15.60   | 1:12.37   | 2:27.97 | 10º             |
| Maria Riesch        | Super-G        |           |           | 1:21.46 | 8º              |
| Susanne Riesch      | Slalom         | 51.46     | DNF       | DNF     | DNF             |
| Gina Stechert       | Downhill       |           |           | 1:46.93 | 10º             |
| Gina Stechert       | Combinado      | 1:25.44   | DNF       | DNF     | DNF             |
| Gina Stechert       | Super-G        |           |           | 1:22.21 | 15º             |

Masculino
| Atleta           | Evento         | Corrida 1 | Corrida 2 | Total   | Pos. |
| ---------------- | -------------- | --------- | --------- | ------- | ---- |
| Stephan Keppler  | Downhill       |           |           | 1:56.11 | 24º  |
| Stephan Keppler  | Combinado      | 1:56.09   | 53.70     | 2:49.79 | 24º  |
| Stephan Keppler  | Super-G        |           |           | DNF     | DNF  |
| Felix Neureuther | Slalom         | DNF       | DNF       | DNF     | DNF  |
| Felix Neureuther | Slalom gigante | 1:18.24   | 1:20.82   | 2:39.06 | 8º   |

### Esqui cross-country
Feminino
| Atleta                                                              | Evento                 | Qualificatória | Qualificatória | Quartas-de-final | Quartas-de-final | Semifinal   | Semifinal   | Final       | Final            |
| Atleta                                                              | Evento                 | Tempo          | Pos.           | Tempo            | Pos.             | Tempo       | Pos.        | Tempo       | Pos.             |
| ------------------------------------------------------------------- | ---------------------- | -------------- | -------------- | ---------------- | ---------------- | ----------- | ----------- | ----------- | ---------------- |
| Stefanie Böhler                                                     | 10 km livre            |                |                |                  |                  |             |             | 26:19.2     | 23º              |
| Stefanie Böhler                                                     | Perseguição combinada  |                |                |                  |                  |             |             | 43:17.9     | 35º              |
| Stefanie Böhler                                                     | Largada coletiva       |                |                |                  |                  |             |             | 1:34:08.7   | 17º              |
| Nicole Fessel                                                       | Perseguição combinada  |                |                |                  |                  |             |             | 42:25.1     | 22º              |
| Nicole Fessel                                                       | Velocidade             | 3:44.79        | 9º             | 3:41.2           | 4º               | Não avançou | Não avançou | Não avançou | Não avançou      |
| Miriam Gössner                                                      | 10 km livre            |                |                |                  |                  |             |             | 26:14.8     | 21º              |
| Hanna Kolb                                                          | Velocidade             | 3:50.29        | 29º            | 3:41.6           | 5º               | Não avançou | Não avançou | Não avançou | Não avançou      |
| Claudia Nystad                                                      | 10 km livre            |                |                |                  |                  |             |             | 25:59.8     | 16º              |
| Evi Sachenbacher-Stehle                                             | 10 km livre            |                |                |                  |                  |             |             | 25:57.7     | 12º              |
| Evi Sachenbacher-Stehle                                             | Perseguição combinada  |                |                |                  |                  |             |             | 41:37.9     | 11º              |
| Evi Sachenbacher-Stehle                                             | Largada coletiva       |                |                |                  |                  |             |             | 1:31:52.9   | 4º               |
| Katrin Zeller                                                       | Perseguição combinada  |                |                |                  |                  |             |             | 42:26.9     | 24º              |
| Katrin Zeller                                                       | Largada coletiva       |                |                |                  |                  |             |             | 1:34:18.1   | 19º              |
| Katrin Zeller                                                       | Velocidade             | 3:48.63        | 24º            | 3:43.0           | 3º               | Não avançou | Não avançou | Não avançou | Não avançou      |
| Evi Sachenbacher-Stehle Claudia Nystad                              | Velocidade por equipes |                |                |                  |                  | 18:43.5     | 3º          | 18:03.7     | Medalha de ouro  |
| Katrin Zeller Evi Sachenbacher-Stehle Miriam Gössner Claudia Nystad | Revezamento 4x5 km     |                |                |                  |                  |             |             | 55:44.1     | Medalha de prata |

Masculino
| Atleta                                                       | Evento                 | Qualificatória | Qualificatória | Quartas-de-final | Quartas-de-final | Semifinal   | Semifinal   | Final       | Final            |
| Atleta                                                       | Evento                 | Tempo          | Pos.           | Tempo            | Pos.             | Tempo       | Pos.        | Tempo       | Pos.             |
| ------------------------------------------------------------ | ---------------------- | -------------- | -------------- | ---------------- | ---------------- | ----------- | ----------- | ----------- | ---------------- |
| Tobias Angerer                                               | 15 km livre            |                |                |                  |                  |             |             | 34:28.5     | 7º               |
| Tobias Angerer                                               | Perseguição combinada  |                |                |                  |                  |             |             | 1:15:13.5   | Medalha de prata |
| Tobias Angerer                                               | Largada coletiva       |                |                |                  |                  |             |             | 2:05:37.0   | 4º               |
| Jens Filbrich                                                | Perseguição combinada  |                |                |                  |                  |             |             | 1:15:25.0   | 6º               |
| Jens Filbrich                                                | Largada coletiva       |                |                |                  |                  |             |             | 2:06:07.8   | 16º              |
| Tom Reichelt                                                 | 15 km livre            |                |                |                  |                  |             |             | 35:50.4     | 46º              |
| Tom Reichelt                                                 | Perseguição combinada  |                |                |                  |                  |             |             | 1:21:13.2   | 35º              |
| René Sommerfeldt                                             | 15 km livre            |                |                |                  |                  |             |             | 35:31.3     | 36º              |
| René Sommerfeldt                                             | Perseguição combinada  |                |                |                  |                  |             |             | 1:17:11.9   | 21º              |
| René Sommerfeldt                                             | Largada coletiva       |                |                |                  |                  |             |             | 2:06:52.5   | 21º              |
| Axel Teichmann                                               | 15 km livre            |                |                |                  |                  |             |             | 35:47.0     | 44º              |
| Axel Teichmann                                               | Largada coletiva       |                |                |                  |                  |             |             | 2:05:35.8   | Medalha de prata |
| Tim Tscharnke                                                | Velocidade             | 3:42.03        | 33º            | Não avançou      | Não avançou      | Não avançou | Não avançou | Não avançou | Não avançou      |
| Josef Wenzl                                                  | Velocidade             | 3:41.88        | 31º            | Não avançou      | Não avançou      | Não avançou | Não avançou | Não avançou | Não avançou      |
| Tim Tscharnke Axel Teichmann                                 | Velocidade por equipes |                |                |                  |                  | 18:48.9     | 3º          | 19:02.3     | Medalha de prata |
| Jens Filbrich Axel Teichmann René Sommerfeldt Tobias Angerer | Revezamento 4x10 km    |                |                |                  |                  |             |             | 1:45:49.4   | 6º               |

### Esqui estilo livre
Feminino
| Atleta        | Evento    | Preliminar | Preliminar | Oitavas | Quartas     | Semifinal   | Final       | Final       |
| Atleta        | Evento    | Tempo      | Pos.       | Posição | Posição     | Posição     | Posição     | Pos.        |
| ------------- | --------- | ---------- | ---------- | ------- | ----------- | ----------- | ----------- | ----------- |
| Julia Manhard | Ski cross | 1:21.10    | 24º        | 3º      | Não avançou | Não avançou | Não avançou | Não avançou |
| Anna Wörner   | Ski cross | 1:18.45    | 7º         | 4º      | Não avançou | Não avançou | Não avançou | Não avançou |
| Heidi Zacher  | Ski cross | 1:20.35    | 19º        | 4º      | Não avançou | Não avançou | Não avançou | Não avançou |

Masculino
| Atleta       | Evento    | Preliminar | Preliminar | Oitavas | Quartas     | Semifinal   | Final       | Final       |
| Atleta       | Evento    | Tempo      | Pos.       | Posição | Posição     | Posição     | Posição     | Pos.        |
| ------------ | --------- | ---------- | ---------- | ------- | ----------- | ----------- | ----------- | ----------- |
| Martin Fiala | Ski cross | 1:15.88    | 29º        | 3º      | Não avançou | Não avançou | Não avançou | Não avançou |
| Simon Stickl | Ski cross | 1:13.49    | 8º         | 3º      | Não avançou | Não avançou | Não avançou | Não avançou |

### Hóquei no gelo
Masculino
| Equipe | Equipe | Fase de grupos                                              | Fase de grupos | Play-off               | Quartas-de-final       | Semifinal              | Final                  | Pos.        |
| Equipe | Equipe | Adversário e resultado                                      | Pos.           | Adversário e resultado | Adversário e resultado | Adversário e resultado | Adversário e resultado | Pos.        |
| --- | --- | ----------------------------------------------------------- | -------------- | ---------------------- | ---------------------- | ---------------------- | ---------------------- | ----------- |
| Dennis Endras Thomas Greiss Dimitri Pätzold Michael Bakos Sven Butenschön Christian Ehrhoff Jakub Ficenec Korbinian Holzer Chris Schmidt Dennis Seidenberg Alexander Sulzer Sven Felski | Marcel Goc Thomas Greilinger Jochen Hecht Kai Hospelt Manuel Klinge Marcel Müller Travis James Mulock André Rankel Marco Sturm John Tripp Michael Wolf | SWE Suécia D 0–2 FIN Finlândia D 0–5 BLR Bielorrússia D 3–5 | 4º (Gr. C)     | CAN Canadá D 2–8       | Não avançou            | Não avançou            | Não avançou            | Não avançou |

### Luge
Feminino
| Atleta               | Evento     | Final      | Final       | Final      | Final      | Final    | Final             |
| Atleta               | Evento     | 1ª corrida | 2ª corrida  | 3ª corrida | 4ª corrida | Total    | Pos.              |
| -------------------- | ---------- | ---------- | ----------- | ---------- | ---------- | -------- | ----------------- |
| Natalie Geisenberger | Individual | 41.743     | 41.657      | 41.800     | 41.901     | 2:47.101 | Medalha de bronze |
| Tatjana Hüfner       | Individual | 41.760     | 41.481 (TR) | 41.666     | 41.617     | 2:46.524 | Medalha de ouro   |
| Anke Wischnewski     | Individual | 41.785     | 41.685      | 41.894     | 41.889     | 2:47.253 | 5º                |

Masculino
| Atleta                            | Evento     | Final      | Final      | Final      | Final      | Final    | Final             |
| Atleta                            | Evento     | 1ª corrida | 2ª corrida | 3ª corrida | 4ª corrida | Total    | Pos.              |
| --------------------------------- | ---------- | ---------- | ---------- | ---------- | ---------- | -------- | ----------------- |
| Andi Langenhan                    | Individual | 48.629     | 48.658     | 48.869     | 48.473     | 3:14.629 | 5º                |
| Felix Loch                        | Individual | 48.168     | 48.402     | 48.344     | 48.171     | 3:13.085 | Medalha de ouro   |
| David Möller                      | Individual | 48.341     | 48.511     | 48.582     | 48.330     | 3:13.764 | Medalha de prata  |
| André Florschütz Torsten Wustlich | Duplas     | 41.545     | 41.645     |            |            | 1:23.190 | 5º                |
| Patric Leitner Alexander Resch    | Duplas     | 41.566     | 41.474     |            |            | 1:23.040 | Medalha de bronze |

### Patinação artística
| Atleta                          | Evento               | Programa curto | Programa curto | Programa longo | Programa longo | Total  | Total             |
| Atleta                          | Evento               | Pontos         | Pos.           | Pontos         | Pos.           | Pontos | Pos.              |
| ------------------------------- | -------------------- | -------------- | -------------- | -------------- | -------------- | ------ | ----------------- |
| Sarah Hecken                    | Individual feminino  | 49.04          | 23º            | 94.90          | 15º            | 143.94 | 18º               |
| Stefan Lindemann                | Individual masculino | 68.50          | 17º            | 103.48         | 23º            | 171.98 | 22º               |
| Aliona Savchenko Robin Szolkowy | Duplas               | 75.96          | 2º             | 134.64         | 3º             | 210.60 | Medalha de bronze |
| Maylin Hausch Daniel Wende      | Duplas               | 45.46          | 17º            | 93.28          | 15º            | 138.74 | 17º               |

| Atletas                       | Evento        | Dança obrigatória | Dança obrigatória | Dança original | Dança original | Dança livre | Dança livre | Total  | Total |
| Atletas                       | Evento        | Pontos            | Pos.              | Pontos         | Pos.           | Pontos      | Pos.        | Pontos | Pos.  |
| ----------------------------- | ------------- | ----------------- | ----------------- | -------------- | -------------- | ----------- | ----------- | ------ | ----- |
| Christina Beier William Beier | Dança no gelo | 30.31             | 16º               | 46.42          | 18º            | 72.91       | 18º         | 149.64 | 18º   |

### Patinação de velocidade
Feminino
| Atleta                 | Evento      | Corrida 1 | Corrida 1 | Corrida 2 | Corrida 2 | Final    | Final            |
| Atleta                 | Evento      | Tempo     | Pos.      | Tempo     | Pos.      | Tempo    | Pos.             |
| ---------------------- | ----------- | --------- | --------- | --------- | --------- | -------- | ---------------- |
| Judith Hesse           | 500 metros  | 39.357    | 23º       | 39.486    | 30º       | 78.84    | 28º              |
| Jenny Wolf             | 500 metros  | 38.307    | 2º        | 37.838    | 1º        | 76.14    | Medalha de prata |
| Jenny Wolf             | 1000 metros |           |           |           |           | 1:17.91  | 17º              |
| Monique Angermüller    | 500 metros  | 38.761    | 10º       | 38.830    | 14º       | 77.59    | 11º              |
| Monique Angermüller    | 1000 metros |           |           |           |           | 1:18.179 | 22º              |
| Monique Angermüller    | 1500 metros |           |           |           |           | 1:59.46  | 13º              |
| Daniela Anschütz-Thoms | 1500 metros |           |           |           |           | 1:58.85  | 10º              |
| Daniela Anschütz-Thoms | 3000 metros |           |           |           |           | 4:04.87  | 4º               |
| Daniela Anschütz-Thoms | 5000 metros |           |           |           |           | 6:58.64  | 4º               |
| Anni Friesinger-Postma | 1000 metros |           |           |           |           | 1:17.71  | 14º              |
| Anni Friesinger-Postma | 1500 metros |           |           |           |           | 1:58.67  | 9º               |
| Stephanie Beckert      | 3000 metros |           |           |           |           | 4:04.62  | Medalha de prata |
| Stephanie Beckert      | 5000 metros |           |           |           |           | 6:51.39  | Medalha de prata |
| Katrin Mattscherodt    | 3000 metros |           |           |           |           | 4:13.72  | 13º              |
| Katrin Mattscherodt    | 5000 metros |           |           |           |           | DSQ      | DSQ              |
| Isabell Ost            | 1500 metros |           |           |           |           | 2:01.69  | 22º              |

| Equipe                                                                              | Evento                  | Quartas-de-final          | Semifinal                  | Final                | Final           |
| Equipe                                                                              | Evento                  | Adversário Tempo          | Adversário Tempo           | Adversário Tempo     | Pos.            |
| ----------------------------------------------------------------------------------- | ----------------------- | ------------------------- | -------------------------- | -------------------- | --------------- |
| Daniela Anschütz-Thoms Stephanie Beckert Katrin Mattscherodt Anni Friesinger-Postma | Perseguição por equipes | NED Países Baixos V -1.43 | USA Estados Unidos V -0.23 | GER Alemanha V -0.02 | Medalha de ouro |

Masculino
| Atleta          | Evento       | Corrida 1 | Corrida 1 | Corrida 2 | Corrida 2 | Final    | Final |
| Atleta          | Evento       | Tempo     | Pos.      | Tempo     | Pos.      | Tempo    | Pos.  |
| --------------- | ------------ | --------- | --------- | --------- | --------- | -------- | ----- |
| Samuel Schwarz  | 1000 metros  |           |           |           |           | 1:10.45  | 16º   |
| Samuel Schwarz  | 1500 metros  |           |           |           |           | 1:50.07  | 32º   |
| Patrick Beckert | 5000 metros  |           |           |           |           | 6:36.02  | 22º   |
| Nico Ihle       | 500 metros   | 35.532    | 19º       | 35.539    | 18º       | 71.07    | 18º   |
| Nico Ihle       | 1000 metros  |           |           |           |           | 1:11.04  | 25º   |
| Robert Lehmann  | 5000 metros  |           |           |           |           | 6:43.77  | 26º   |
| Marco Weber     | 5000 metros  |           |           |           |           | 6:36.45  | 23º   |
| Marco Weber     | 10000 metros |           |           |           |           | 13:35.73 | 10º   |

### Patinação de velocidade em pista curta
Feminino
| Atleta     | Evento      | Preliminar | Preliminar | Quartas     | Quartas     | Semifinal   | Semifinal   | Final       | Final       |
| Atleta     | Evento      | Tempo      | Pos.       | Tempo       | Pos.        | Tempo       | Pos.        | Tempo       | Pos.        |
| ---------- | ----------- | ---------- | ---------- | ----------- | ----------- | ----------- | ----------- | ----------- | ----------- |
| Aika Klein | 500 metros  | 45.816     | 4º         | Não avançou | Não avançou | Não avançou | Não avançou | Não avançou | Não avançou |
| Aika Klein | 1000 metros | 1:58.857   | 3º         | 1:51.552    | 4º          | Não avançou | Não avançou | Não avançou | Não avançou |
| Aika Klein | 1500 metros | DSQ        | DSQ        | Não avançou | Não avançou | Não avançou | Não avançou | Não avançou | Não avançou |

Masculino
| Atleta                                                   | Evento             | Preliminar | Preliminar | Quartas     | Quartas     | Semifinal   | Semifinal   | Final            | Final       |
| Atleta                                                   | Evento             | Tempo      | Pos.       | Tempo       | Pos.        | Tempo       | Pos.        | Tempo            | Pos.        |
| -------------------------------------------------------- | ------------------ | ---------- | ---------- | ----------- | ----------- | ----------- | ----------- | ---------------- | ----------- |
| Robert Seifert                                           | 500 metros         | 42.181     | 3º         | Não avançou | Não avançou | Não avançou | Não avançou | Não avançou      | Não avançou |
| Sebastian Praus                                          | 1500 metros        |            |            | 2:17.058    | 3°          | 2:16.240    | 3º          | 2:20.374         | 11º         |
| Tyson Heung                                              | 500 metros         | 41.835     | 2º         | 48.554      | 3º ADV      | 41.455      | 3º          | Final B 42.307   | 5º          |
| Tyson Heung                                              | 1000 metros        | 1:25.938   | 2º         | 1:26.098    | 4º          | Não avançou | Não avançou | Não avançou      | Não avançou |
| Tyson Heung                                              | 1500 metros        |            |            | 2:14.461    | 4º          | Não avançou | Não avançou | Não avançou      | Não avançou |
| Paul Herrmann                                            | 1000 metros        | 1:26.739   | 3º         | Não avançou | Não avançou | Não avançou | Não avançou | Não avançou      | Não avançou |
| Paul Herrmann                                            | 1500 metros        |            |            | 2:16.782    | 6º          | Não avançou | Não avançou | Não avançou      | Não avançou |
| Paul Herrmann Tyson Heung Sebastian Praus Robert Seifert | Revezamento 5000 m |            |            |             |             | 6:47.289    | 3º          | Final B 6:50.119 | 7º          |

### Salto de esqui
| Atleta                                                       | Evento                  | Preliminar | Preliminar | 1ª rodada | 1ª rodada | Final       | Final       | Final            |
| Atleta                                                       | Evento                  | Pontos     | Pos.       | Pontos    | Pos.      | Pontos      | Total       | Pos.             |
| ------------------------------------------------------------ | ----------------------- | ---------- | ---------- | --------- | --------- | ----------- | ----------- | ---------------- |
| Pascal Bodmer                                                | Pista normal individual | 123.5      | 18º        | 112.5     | 31º       | Não avançou | Não avançou | Não avançou      |
| Michael Neumayer                                             | Pista normal individual | 135.0      | 3º         | 125.0     | 10º       | 122.0       | 247.0       | 16º              |
| Michael Neumayer                                             | Pista longa individual  | 129.3      | 12º        | 122.5     | 8º        | 123.0       | 245.5       | 6º               |
| Martin Schmitt                                               | Pista normal individual | 132.5      | 9º         | 123.0     | 16º       | 133.0       | 256.0       | 10º              |
| Martin Schmitt                                               | Pista longa individual  | 118.9      | 25º        | 108.0     | 18º       | 74.4        | 182.4       | 30º              |
| Michael Uhrmann                                              | Pista normal individual | 138.5      | 1º         | 133.0     | 2º        | 129.5       | 262.5       | 5º               |
| Michael Uhrmann                                              | Pista longa individual  | PQ         | PQ         | 108.0     | 18º       | 94.7        | 202.7       | 25º              |
| Andreas Wank                                                 | Pista longa individual  | 138.0      | 3º         | 118.0     | 11º       | 82.5        | 200.5       | 28º              |
| Michael Neumayer Martin Schmitt Michael Uhrmann Andreas Wank | Pista longa por equipes |            |            | 509.3     | 2º        | 526.5       | 1035.8      | Medalha de prata |

### Skeleton
| Atleta             | Evento    | Corrida 1 | Corrida 2 | Corrida 3 | Corrida 4 | Total   | Pos.              |
| ------------------ | --------- | --------- | --------- | --------- | --------- | ------- | ----------------- |
| Anja Huber         | Feminino  | 54.17     | 54.21     | 54.10     | 53.88     | 3:36.36 | Medalha de bronze |
| Kerstin Szymkowiak | Feminino  | 54.15     | 54.11     | 53.91     | 54.03     | 3:36.20 | Medalha de prata  |
| Marion Trott       | Feminino  | 54.53     | 54.53     | 53.88     | 54.17     | 3:37.11 | 8º                |
| Michi Halilovic    | Masculino | 53.09     | 53.87     | 52.92     | 53.24     | 3:33.12 | 13º               |
| Frank Rommel       | Masculino | 52.90     | 53.25     | 52.55     | 52.70     | 3:31.40 | 7º                |
| Sandro Stielicke   | Masculino | 53.18     | 53.24     | 52.64     | 53.02     | 3:32.08 | 10º               |

### Snowboard
Halfpipe
| Atleta             | Evento    | Qualificatória | Qualificatória | Qualificatória | Semifinal   | Semifinal   | Semifinal   | Final       | Final       | Final       |
| Atleta             | Evento    | Corrida 1      | Corrida 2      | Pos.           | Corrida 1   | Corrida 2   | Pos.        | Corrida 1   | Corrida 2   | Pos.        |
| ------------------ | --------- | -------------- | -------------- | -------------- | ----------- | ----------- | ----------- | ----------- | ----------- | ----------- |
| Christophe Schmidt | Masculino | 9.8            | 32.3           | 11º            | Não avançou | Não avançou | Não avançou | Não avançou | Não avançou | Não avançou |

Slalom gigante paralelo
| Atleta           | Evento    | Preliminar | Preliminar | Oitavas                    | Quartas                | Semifinal                        | Final                                      | Final       |
| Atleta           | Evento    | Pontos     | Pos.       | Adversário Tempo           | Adversário Tempo       | Adversário Tempo                 | Adversário Tempo                           | Pos.        |
| ---------------- | --------- | ---------- | ---------- | -------------------------- | ---------------------- | -------------------------------- | ------------------------------------------ | ----------- |
| Selina Jörg      | Feminino  | 1:24.63    | 14º        | AUT D. Günther V -0.41     | AUT I. Meschik V -0.08 | NED N. Sauerbreij D DNF          | Disputa pelo bronze AUT M. Kreiner D +2.29 | 4º          |
| Anke Karstens    | Feminino  | 1:23.90    | 8º         | CAN A. Loo V -0.01         | AUT M. Kreiner D +8.34 | Consolação GER A. Kober V DNS    | Consolação AUT I. Meschik V -0.64          | 5º          |
| Amelie Kober     | Feminino  | 1:24.59    | 12º        | RUS Y. Tudegesheva V DSQ   | RUS Y. Ilyukhina D DSQ | Consolação GER A. Karstens D DNS | Consolação AUT C. Riegler D DNS            | 8º          |
| Isabella Laboeck | Feminino  | 1:24.96    | 15º        | NED N. Sauerbreij D +17.98 | Não avançou            | Não avançou                      | Não avançou                                | Não avançou |
| Patrick Bussler  | Masculino | 1:18.49    | 14º        | SUI S. Schoch D +22.06     | Não avançou            | Não avançou                      | Não avançou                                | Não avançou |

Snowboard cross
| Atleta           | Evento    | Preliminar | Preliminar | Oitavas     | Quartas     | Semifinal   | Final            | Final       |
| Atleta           | Evento    | Pontos     | Pos.       | Posição     | Posição     | Posição     | Posição          | Pos.        |
| ---------------- | --------- | ---------- | ---------- | ----------- | ----------- | ----------- | ---------------- | ----------- |
| David Speiser    | Masculino | 1:23.92    | 26º        | 2º          | 2º          | 4º          | Pequena final 4º | 8º          |
| Konstantin Schad | Masculino | 1:26.69    | 33º        | Não avançou | Não avançou | Não avançou | Não avançou      | Não avançou |

Legenda
| Recorde mundial      | Recorde mundial (World record)               |                       | Recorde africano                      | Recorde africano (African) |                                           | Q | Classificado por posição (Qualified) |
| Recorde olímpico     | Recorde olímpico (Olympic record)            | Recorde da América    | Recorde da América (Americas)         | q                          | Classificado por melhor tempo (Qualified) |   |                                      |
| Melhor marca do ano  | Melhor marca do ano (World leading)          | Recorde asiático      | Recorde asiático (Asian)              | DNS                        | Não largou (Did not start)                |   |                                      |
| Recorde nacional     | Recorde nacional (National record)           | Recorde europeu       | Recorde europeu (European)            | DNF                        | Não terminou (Did not finish)             |   |                                      |
| Recorde pessoal      | Recorde pessoal do atleta (Personal best)    | Recorde da Oceania    | Recorde da Oceania (Oceania)          | DSQ / DQ                   | Desclassificado (Disqualified)            |   |                                      |
| Recorde da temporada | Recorde da temporada do atleta (Season best) | Recorde sul-americano | Recorde sul-americano (South America) | NM                         | Sem marca (No mark)                       |   |                                      |